# Himberg
Himberg (noto anche con il nome di Himberg bei Wien) è un comune austriaco di 7 273 abitanti nel distretto di Bruck an der Leitha, in Bassa Austria; ha lo status di comune mercato (Marktgemeinde). Tra il 1938 e il 1954 era accorpato alla città di Vienna; il 1º gennaio 1971 ha inglobato il comune soppresso di Velm e il 1º gennaio 1972 quello di Pellendorf.